# Алексєєв Микола Олександрович (баскетболіст)
Микола Олександрович Алексєєв (нар. 12 січня 1978) — білоруський професійний баскетболіст, який виступав на позиції центрового.

## Кар'єра гравця
Микола Алексєєв є вихованцем вітебської ДЮСШ №4. У 1994 році став гравцем РУОРу. У сезоні 1996/1997 у складі РУОРу став чемпіоном Білорусі з баскетболу. 
У 1997 році Микола Алексєєв переїхав до США, де до 2000 року виступав за баскетбольну команду Університету в Буффало.
У 2000 році повернувся до Європи, де став гравцем ЦСКА. У сезоні 2000/2001 брав участь у фіналі чотирьох в Євролізі.
У вересні 2002 року Микола Алексєєв перейшов до клубу ФМП Железнік, але вже у листопаді розірвав контракт із клубом і став гравцем тульського Арсеналу. У 2003 році Микола перейшов до БК Самара, де виступав до 2005 року. Після цього він грав за клуби чемпіонатів України, Греції, Кіпру, Латвії, Угорщини, Румунії. Закінчував кар'єру у баскетбольних клубах Ірану.
З 1998 по 2014 роки Микола Алексєєв виступав за збірну Білорусі з баскетболу.

## Тренерська кар'єра
З 2015 по 2016 роки Микола Алексєєв був асистентом тренера РУОРу.
З 2017 по 2021 роки Микола Алексєєв тренував РУОР. 

## Сім'я
Дружину Миколи звати Юлія. Раніше вона була у групі підтримки баскетбольного клубу ЦСКА. Також у нього є два сини: Максим і Констянтин.